# Agulla de Bot
L'Agulla de Bot és una muntanya de 518 metres que es troba entre els municipis de Bot i Prat de Comte, a la comarca de la Terra Alta.